# گروه بازرسی عراق

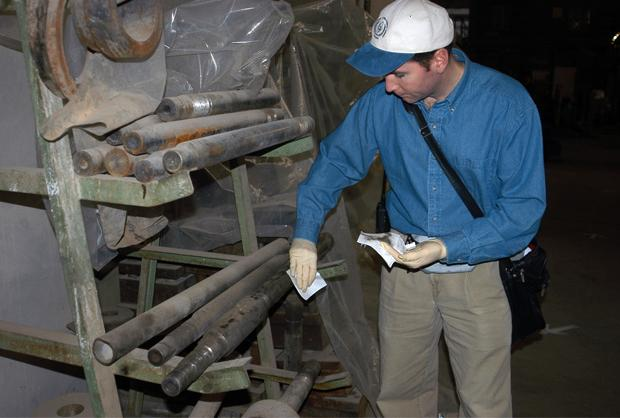
نگاره‌ای از یک بازرس آژانس بین‌المللی انرژی اتمی در جریان بازرسی‌های تسلیحاتی عراق در سال ۲۰۰۲. او در حال نمونه‌گیری از کارخانهٔ ماشین‌سازی در عراق دیده می‌شود. (این تصویر برای سه ماه قبل از جنگ عراق است.)

گروه بازرسی عراق (به انگلیسی: Iraq Survey Group یا ISG) هیأتی حقیقت‌یاب بود که توسط نیروهای چندملیتی پس از اشغال این کشور در سال ۱۳۸۲ برای یافتن تسلیحات کشتار جمعی به عراق اعزام شد. گزارش نهایی این گروه با عنوان گزارش دولفِر شهرت یافته‌است. این گروه شامل ۱۴۰۰ عضو بین‌المللی بود که توسط پنتاگون و سیا سازماندهی شده بودند تا انبارهای سلاح‌های کشتار جمعی عراق از جمله سلاح‌های شیمیایی و میکروبی، برنامه‌های تحقیقاتی و زیرساخت‌هایی را که برای ساخت این گونه سلاح‌ها مورد نیاز است را بیابند. در نهایت نتیجه این گزارش نشان داد که این گروه تنها ذخیره‌های کوچکی از سلاح‌های شیمیایی را پیدا کرده که به دلیل شمار پایین از دیدگاه نظامی تهدید بالقوه‌ای به حساب نمی‌آیند.

## تشکیل
بیش از هزار شهروند آمریکایی، بریتانیایی و استرالیایی بدنهٔ اصلی گروه بازرسی عراق را تشکیل می‌دادند. آمریکایی‌ها بیشترین تعداد کارکنان و منابع عملیاتی را تأمین کردند. این افراد شامل غیرنظامیان و نظامیان اطلاعاتی و همچنین متخصصان سلاح‌های کشتار جمعی بودند و تعداد زیادی هم به حفاظت فیزیکی مسلحانه از آن‌ها می‌پرداختند. دیوید کی که پس از جنگ اول خلیج فارس نقش بازرس تسلیحاتی را بر عهده داشت به عنوان رئیس این گروه انتخاب شد.
گروه بازرسی عراق جایگزین تیم‌های بازرسی سازمان ملل (کمیسیون نظارت، تحقیق و بازرسی سازمان ملل به ریاست هانس بلیکس و آژانس بین‌المللی انرژی اتمی با ریاست محمد البرادعی) شد. این سازمان‌ها پیش از جنگ عراق توسط شورای امنیت مأمور تحقیق پیرامون سلاح‌های غیرمتعارف شده بودند (نگا. بحران خلع سلاح عراق). آن‌ها هیچ چیزی پیدا نکرده بودند.
این گروه تلفیقی از نیروهای اطلاعاتی چند سازمان بود که برای پشتیبانی از عملیات آزادسازی عراق (OIF) ایجاد شد. افراد شاغل در آن از آژانس‌های دولت آمریکا، نیروهای مسلح بریتانیا و استرالیا و همچنین آژانس‌های دولتی بریتانیا و استرالیا بودند. مأموریت گروه بازرسی عراق، سازماندهی، هدایت و بکارگیری ظرفیت‌ها و مهارت‌های اطلاعاتی برای کشف، ضبط، استخراج و انتشار اطلاعات پیرامون افراد، اسناد و دیگر رسانه‌ها، مواد، تاسیسات، شبکه‌ها و عملیات‌های وابسته به سلاح‌های کشتار جمعی، تروریسم، اطلاعات رژیم سابق، افراد عراقی یا غیرعراقی مرتبط با آن رژیم، افراد دستگیرشده توسط آن رژیم و افرادی بود که متهم به جنایات جنگی یا جنایت علیه بشریت بودند.
یکی دیگر از مأموریت‌های گروه بازرسی عراق رسیدگی به سرنوشت سروان مایکل اسکات اسپایکر، خلبان نیروی دریایی آمریکا بود که جنگنده‌اش در سال ۱۹۹۱ در طول جنگ خلیج فارس ساقط گشته بود. در ابتدا این‌طور عنوان شد که وی پس از سقوط کشته شده اما با پیدا شدن اسناد جدید وی را مفقودالاثر اعلام کردند. در تاریخ ۲ اوت ۲۰۰۹ نیروی دریایی آمریکا اعلام کرد که بقایای اسپایکر توسط تفنگداران دریایی آمریکایی پیدا شده‌است. گفته می‌شود که اعراب بادیه‌نشین جنازهٔ او را پس از سقوط هواپیما دفن کرده بودند. این اسناد نشان می‌داد که وی از حادثه جان سالم به در نبرده است. سناتور نلسون دلیل تاخیر در عملیات یافتن اسپایکر را عدم یکجانشینی اعراب بادیه اعلام کرد.

## گزارش دولفر
گروه بازرسی عراق در تاریخ ۹ مهر ۱۳۸۳ (۳۰ سپتامبر ۲۰۰۴) گزارش خود را منتشر کرد. نکات زیر برخی از نتایج این گزارش است:
- تمام تصمیمات حساس رژیم توسط شخص صدام حسین گرفته می‌شد.
- هدف اصلی صدام از سال ۱۳۷۰ تا ۱۳۸۲ (۱۹۹۱-۲۰۰۳) رفع تحریم‌های سازمان ملل و مراقبت از امنیت رژیم بعث بوده‌است.
- معرفی برنامه نفت در برابر غذا در سال ۱۳۷۵ (۱۹۹۶) نقطهٔ برگشت مهمی در تصمیمات رژیم بود.
- صدام در سال‌های ۲۰۰۰-۲۰۰۱ تلاش زیادی کرد تا از آثار تحریم‌ها بکاهد و اجماع جهانی در مورد آن را بشکند.
- ایران بزرگترین انگیزه برای عراق بود.
- گروه بازرسی عراق (ISG) این‌طور قضاوت می‌کند که رخدادهای دههٔ ۱۹۸۰ و اوایل ۱۹۹۰ میلادی باعث شدند تا صدام به ارزش جنگ‌افزارهای کشتار جمعی باور پیدا کند.
- صدام برنامهٔ هسته‌ای خود را در سال ۱۹۹۱ پایان داد. گروه بازرسی هیچ مدرکی دال بر تلاش سازمان‌یافته برای آغاز دوبارهٔ این برنامه پیدا نکرد. همچنین توانایی عراق در بازسازی برنامهٔ ساخت سلاح هسته‌ای پس از سال ۱۹۹۱ رو به افول نهاد.
- رژیم صدام تمام انباشتهٔ جنگ‌افزارهای شیمیایی خود را در سال ۱۹۹۱ نابود کرد و گروه بازرسی تنها قادر به کشف شمار کمی مهمات شیمیایی بلااستفاده گردید.
- رژیم صدام برنامهٔ ساخت جنگ‌افزارهای میکروبی و هچنین تلاش برای به دست آوردن نوع پیشرفتهٔ این سلاح‌ها را در سال ۱۹۹۵ کنار گذاشت. گروه بازرسی بر این باور بود که با وجود توانایی این رژیم در راه‌اندازی یک برنامهٔ ابتدایی برای ساخت جنگ‌افزارهای میکروبی، هیچ نشانی از حرکت به سمت این نوع سلاح‌ها پیدا نشده است.
- صدام می‌خواست بعد از رفع تحریم‌ها و ثبات اقتصادی عراق توانایی ساخت جنگ‌افزارهای کشتار جمعی این کشور را که در سال ۱۹۹۱ کنار گذاشته بود بازسازی نماید. او آرزو داشت تا قابلیت‌های هسته‌ای عراق را به شکل فزاینده و بدون در نظر گرفتن فشارهای بین‌المللی و تبعات اقتصادی آن برای این کشور گسترش دهد اما تصمیم گرفت روی موشک‌های دوربرد و جنگ‌افزارهای شیمیایی تاکتیکی تمرکز کند.
- صدام توانست ارتش عراق و بهترین سازمان‌های اطلاعاتی جهان را با این گمانه که وی دارای سلاح‌های کشتار جمعی است فریب دهد زیرا بر این باور بود که در صورت داشتن این نوع سلاح‌ها هیچ‌کدام از دشمنانش به او حمله نخواهند کرد.
- صدام بر این باور بود که تهدید ایالات متحده و ائتلاف بین‌المللی مبنی بر حمله به عراق حتی بدون تصویب مجوز در شورای امنیت، بلوفی بیش نیست.